# Deidt

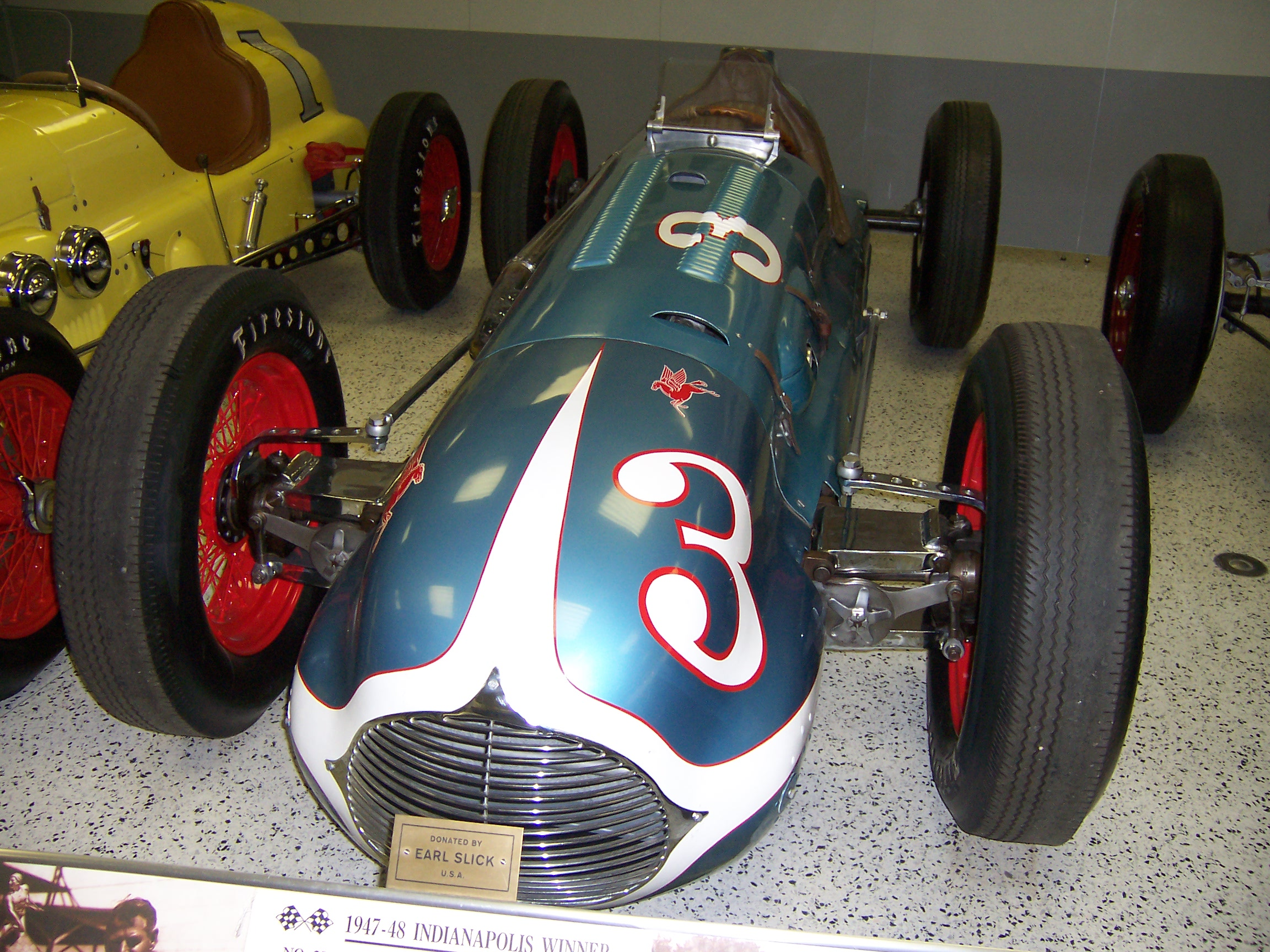
Der Deidt mit dem Mauri Rose die Indy 500-Rennen 1947 und 1948 gewann

Deidt war ein US-amerikanischer Rennwagenhersteller mit Sitz in Kalifornien, der von Emil Deidt geleitet wurde. Seine größten Erfolge feierte Deidt bei den Indianapolis 500, wo sie 1947 bis 1949 dreimal den Sieg holten.

## Geschichte
Deidt-Chassis gewannen 1947 und 1948 (jeweils mit Mauri Rose) und 1949 (Bill Holland) das Indianapolis 500 mit Offenhauser-Motoren. Diese drei Siege waren die einzigen großen amerikanischen AAA-Siege für den Hersteller. Das Siegerauto von 1947 und 1948, „Blue Crown Special“ genannt, hatte die Besonderheit, dass es frontangetrieben war.
Deidt-Fahrzeuge nahmen von 1950 bis 1952 im Rahmen des Indianapolis 500 an der Automobil-Weltmeisterschaft teil. Beim Indy 500 im Jahr 1950 belegten Bill Holland und Mauri Rose den zweiten und dritten Platz. Die letzte Teilnahme eines Deidt-Chassis an den Indy 500 war 1952, der letzte Qualifikationsversuch 1953.

## Statistik
Von insgesamt 20 Einsätzen von Deidt-Wagen im Rahmen der AAA-Serie und der F1 fanden 17 im Rahmen diverser Indy 500-Rennen zwischen 1947 und 1953 statt. 1949 erfolgten zudem zusätzliche Testeinsätze bei den AAA-Läufen in Trenton und Milwaukee. 3 Gesamtsiege und 4 zusätzliche Podiumsplätze wurden mit den Wagen erzielt. 7 mal verpasste ein Deidt-Wagen die Zielankunft. 1953 konnte sich der von Billy DeVore pilotierte Wagen nicht für das Rennen qualifizieren.

### Einsätze im Rahmen der Automobil-WM
| Saison | Fahrer            | Startplatz | Ergebnis | Punkte | Ausfallgrund  | Bericht |
| ------ | ----------------- | ---------- | -------- | ------ | ------------- | ------- |
| 1950   | Tony Bettenhausen | 8          | DNF      | 1      | Radaufhängung | Bericht |
| 1950   | Bill Holland      | 10         | 2        | 6      |               | Bericht |
| 1950   | Mauri Rose        | 3          | 3        | 4      |               | Bericht |
| 1951   | Mack Hellings     | 23         | DNF      |        | Motorschaden  | Bericht |
| 1951   | Mauri Rose        | 5          | DNF      |        | Unfall        | Bericht |
| 1951   | Duane Carter      | 4          | 8        |        |               | Bericht |
| 1951   | Tony Bettenhausen | 9          | DNF      |        | Dreher        | Bericht |
| 1952   | Tony Bettenhausen | 30         | DNF      |        | Öldruck       | Bericht |